# ريتشارد استيغاريبيا
ريتشارد استيغاريبيا (بالإسبانية: Richar Estigarribia) (15 أغسطس 1982 في ايتاجوا في باراغواي – )؛ هو لاعب كرة قدم سابق كان يلعب كمهاجم.

## وصلات خارجية
- ريتشارد استيغاريبيا على موقع قاعدة بيانات كرة القدم.إي يو (الإنجليزية)
- ريتشارد استيغاريبيا على موقع Soccerway.com (الإنجليزية)
- ريتشارد استيغاريبيا على موقع عالم كرة القدم.نت (الإنجليزية)